# Valentin Pšenicyn
Valentin Nikolaevič Pšenicyn (in russo Валентин Николаевич Пшеницын?; 3 novembre 1936 – 11 maggio 2007) è stato un biatleta sovietico.

## Partecipazioni olimpiche
| Competizioni | Pos. | Data             | Città        |
| ------------ | ---- | ---------------- | ------------ |
| 20 km        | 5ª   | 21 febbraio 1960 | Squaw Valley |
| 20 km        | 7ª   | 4 febbraio 1964  | Innsbruck    |